# Andronikasjvili

Familiewapen

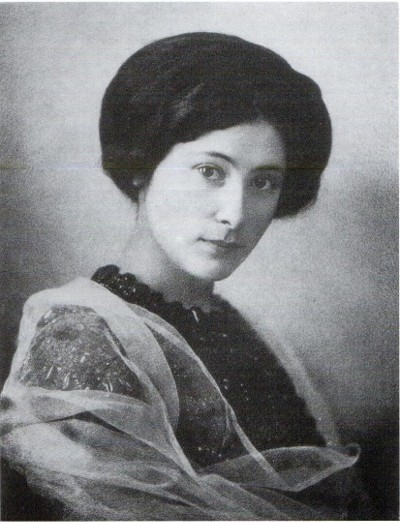
Salomea Andronikova

Andronikasjvili (ook: Andronikoff of Andronikachvili) is een oud-adellijk, prinselijk geslacht uit Georgië.

## Geschiedenis
De familie Andronikasjvili is een uit Kachetië stammend oud-adellijk geslacht. Volgens overlevering zou de familie afstammen van de Komnenen, en wel van de Byzantijnse keizer Alexios I Komnenos (1056-1118) en diens kleinzoon Andronikos I Komnenos (1110-1185). Tussen 1230 en 1348 was het geslacht regerend vorst van Astalani.
In 1783 werd het geslacht ingeschreven in de lijst van prinsen die als bijlage aan het Verdrag van Georgiejevsk was gehecht. In 1826 en 1850 werd de titel van prins erkend door de senaat van het Russische keizerrijk. Nakomelingen leven nu in Frankrijk.